# Biorbitella
Biorbitella là một chi ruồi trong họ Chloropidae.